# Elsa Raven
Elsa Raven (* 21. September 1929 in Charleston, South Carolina als Elsa Rabinowitz; † 3. November 2020 in Los Angeles, Kalifornien) war eine US-amerikanische Schauspielerin. Zwischen 1961 und 2011 wirkte sie an über 75 Film- und Fernsehproduktionen mit.
Raven trat hauptsächlich als Nebendarstellerin in Erscheinung. Ihre wohl bekanntesten Rollen übernahm sie als Carlotte, die Mutter von Ken Wahls Hauptfigur, in der US-Krimiserie Kampf gegen die Mafia (1988–1990) sowie als Inga in der Sitcom Amen (1989–1990). In dem Kinofilm Zurück in die Zukunft hatte sie 1985 eine kleine, aber auffällige Rolle als Stadtbewohnerin, die Spendengelder für die Neuerrichtung der Rathausuhr sammelt. In dem Film Titanic spielte sie 1997 die historische Person der Ida Straus, die gemeinsam mit ihrem Mann Isidor Straus bei dem Schiffsunglück stirbt. Zuletzt trat sie 2011 in einem Kurzfilm in Erscheinung.

## Filmografie (Auswahl)
- 1971: Spaghetti Killer
- 1978–1982: Quincy (Quincy, M. E., Fernsehserie, 3 Folgen)
- 1979: Amityville Horror
- 1981: Wenn der Postmann zweimal klingelt (The Postman Always Rings Twice)
- 1983–1984: Das A-Team (The A-Team, Fernsehserie, 2 Folgen)
- 1984: Endstation Sehnsucht (A Streetcar Named Desire)
- 1985: Zurück in die Zukunft (Back to the Future)
- 1985: Ein Engel auf Erden (Highway to Heaven, Fernsehserie, 1 Folge)
- 1985: Creator – Der Professor und die Sünde (Creator)
- 1986: Familienbande (Family Ties, Fernsehserie, 1 Folge)
- 1988–1990: Kampf gegen die Mafia (Wiseguy; Fernsehserie, 10 Folgen)
- 1989–1990: Amen (Fernsehserie, 6 Folgen)
- 1992: Der Prinz von Bel-Air (The Fresh Prince of Bel-Air, Fernsehserie, 1 Folge)
- 1993: Ein unmoralisches Angebot (Indecent Proposal)
- 1993: Fearless – Jenseits der Angst (Fearless)
- 1994: Seinfeld (Fernsehserie, 1 Folge)
- 1997: Titanic
- 1999: Hinterm Mond gleich links (3rd Rock from the Sun, Fernsehserie, 1 Folge)
- 2004: Alle lieben Raymond (Everybody Loves Raymond, Fernsehserie, 1 Folge)
- 2005: The Cutter
- 2008: Emergency Room – Die Notaufnahme (ER, Fernsehserie, 1 Folge)
- 2011: Answers to Nothing